# Тарасова (Молдова)
Тарасова (рум. Tarasova) — село у Резинському районі Молдови. Входить до складу комуни, адміністративним центром якої є село Солончень.

## Населення
Бог дав сільським жителям тут мальовничому селі, "які купалися біля підніжжя річки Дністер і лісисті пагорби оточують село." Кажуть, що назва села ґрунтується на кількох легенд: стара назва річки Дністер, Тирас, і, можливо, знаходиться в селі терас. Остання легенда, він вважає, ближче до істини, каже Тарасова топонім походить від свого роду гібрид виноградної лози, що росте тут сьогодні, Террас. "Ось він говорить Тарас і комуністи перетворили його в ТарасоваЗа даними перепису населення 2004 року у селі проживали 584 особи.
Національний склад населення села:
| Національність       | Кількість осіб | Відсоток   |
| -------------------- | -------------- | ---------- |
| молдавани румуни     | 576 1          | 98,6% 0,2% |
| українці             | 4              | 0,7%       |
| росіяни              | 2              | 0,3%       |
| інша / без відповіді | 1              | 0,2%       |
| Всього               | 584            | 100%       |